# Quaraí
Quaraí és un municipi brasiler del sud-oest de l'estat de Rio Grande do Sul, formant part de la microrregió Campanha occidental, i ubicat a 590 km a l'oest de Porto Alegre, capital estatal. Es troba a una latitud de 30° 23′ 08″ sud i a una longitud de 56° 27′ 02″ oest, a una altitud de 112 metres. La seva població aproximada és de 22.552 habitants, per a una superfície de 3.148 km².
El municipi fa frontera amb l'Uruguai, separat de la ciutat d'Artigas pel riu Cuareim-Quaraí.
En el passat, Quaraí ha estat centre de conflictes entre els imperis portuguès i espanyol, essent declarat part del Brasil el 1801.